# Bis zur bitteren Neige (Film)
Bis zur bitteren Neige ist eine deutsche Verfilmung eines Romans von Johannes Mario Simmel aus dem Jahre 1975. Unter der Regie von Gerd Oswald spielt eine internationale Besetzung, angeführt von Maurice Ronet, Suzy Kendall und Susanne Uhlen.

## Handlung
Einst war der 45-jährige Paul Jordan ein gefragter Schauspieler, um nicht zu sagen ein richtiger Filmstar, der auch in Hollywood große Erfolge aufweisen konnte. Doch das liegt bereits anderthalb Jahrzehnte zurück, und das Publikum, das ihn damals als attraktiven Liebhaber in Leinwandromanzen und Musicals vergöttert hatte, scheint ihn vergessen zu haben. Paul lebt nun vom Geld seiner wohlhabenden 37-jährigen Gattin Joan und ist darüber nicht unbedingt glücklich, weil er sich mehr und mehr wie ein Gigolo und Toyboy empfindet, der zu nichts mehr gut ist in seiner totalen Abhängigkeit. Als Folge dessen gibt er sich Depressionen und übermäßigem Alkoholkonsum hin. Eine Affäre mit Joans kaum erwachsener 17-jähriger Tochter Shirley, die nicht einmal halb so alt ist wie er, bringt allenfalls Ablenkung, jedoch keine wirkliche innere Befriedigung. Die könnte ihm allenfalls ein neues Rollenangebot verschaffen, das Hoffnung auf eine Rückkehr vor die Kamera verheißt. Doch das Filmgeschäft hat sich verändert, und Jordans einstige Erfolge sind kaum mehr in Erinnerung. Auch versucht Ehefrau Joan weiterhin seine Abhängigkeit von ihr aufrechtzuerhalten und ihm die Schauspielerei auszureden.
Eines Tages scheint sich jedoch die Gelegenheit für ein Comeback abzuzeichnen, doch dafür müsste Jordan Abstriche von seiner Wunschvorstellung machen, wieder die Hauptrolle in einer Großproduktion zu spielen. Shirley bestärkt Paul in seinem Vorhaben, und so nimmt er die Chance für eine Rückkehr in einer kleinen Filmproduktion wahr. Unter der Regie von Arthur Maria Fogosch beginnen alsbald die Dreharbeiten in Wien, doch viele Faktoren lassen Jordan fahrig wirken und wenig professionell auftreten, zumal er wenig textsicher erscheint und Drehpartner Sidney Wallace, den er aus seiner Zeit in Hollywood kennt, sich als hochnäsig erweist. Prompt greift Paul während der Drehpause in seinem Wohnwagen wieder zur Flasche. Der allgemeine Stress, den Erwartungen nicht mehr zu genügen, der unverhältnismäßige Alkoholkonsum und die Gewissheit, seine Geliebte und Stieftochter Shirley geschwängert zu haben, treiben ihn immer mehr an den Rand eines Nervenzusammenbruchs. Nachdem er wiederum von schweren Halluzinationen heimgesucht und wieder zu sich gekommen ist, sitzt Dr. Petrowna an seinem Bett, die vom Nachtportier gerufen wurde. Jordan gesteht ihr, dass der Versicherungsarzt ihn morgen untersuchen wolle. Knallhart sagt sie ihm, dass er diese Untersuchung ohnehin nicht überstehe, er müsse dringend in ein Sanatorium, in seinem jetzigen Zustand überstehe er keine sechs Wochen mehr, sie kenne sich aus mit Alkoholikern, ihr Mann, ein Schriftsteller, sei auch einer gewesen.
Um sein Comeback nicht zu vermasseln, wendet sich Paul an den wenig skrupelbehafteten Arzt Dr. Schauberg, der ihn mit Drogen versorgt, die eine aufputschende Wirkung haben. Zeitweise erfüllen die Pillen ihren Zweck, doch die Nebenwirkungen haben es in sich, und für Paul beginnt eines Tages die Grenze zwischen Realität und Einbildung zu verschwimmen. Schauberg hat ihm erzählt, dass er nach einem Mittel suche, das die Menschen glücklich mache, ohne ihre Gesundheit zu ruinieren. Darin sehe er seine Lebensaufgabe und das bedinge auch seine ungewöhnlich hohen Preise.
Als Joan und Shirley gemeinsam am Drehort erscheinen, spitzt sich das Drama zu. Seine Versuche, Kontakt mit Shirley aufzunehmen, misslingen. Hinzu kommt, dass Tom, ihr neuester Freund, wie Joan ihm erzählt, bei ihr ist. Seine Frau erzählt ihm zudem von Shirleys Schwangerschaft und dass sie möchte, dass ihre Tochter das Kind abtreiben lasse, Shirley sich aber noch weigere. Als Shirley eine Arztpraxis aufsucht, kann Paul endlich mit ihr sprechen. Sie erzählt ihm, dass sie sich sicher sei, dass ihre Mutter von ihrem Verhältnis zu ihm wisse. Tom sei als Aufpasser mitgekommen, er tue nur so, als sei er in sie verliebt. Sie müsse das Spiel mitspielen. Urplötzlich fragt sie Paul, ob er ihre Mutter töten könne. Paul meint daraufhin, wie sie nur auf einen solchen Gedanken kommen könne.
Als kurz darauf Shirleys Leiche im Kanal gefunden wird, macht Paul eine wirre Aussage bei der Polizei und meint, man wolle ihn wahnsinnig machen. Dr. Petrowna überreicht ihm einen Abschiedsbrief, in dem Shirley ihm ankündigt, Schlaftabletten zu schlucken und so lange in der Donau zu schwimmen, bis sie nicht mehr könne. Die Filmerei geht trotzdem weiter. Als Joan nach einer abgedrehten Szene erscheint, meint Paul zu ihr, sie habe ihre eigene Tochter auf dem Gewissen. Inzwischen weiß er auch, dass Joan den Film finanziert, der ohne ihr Geld gar nicht zustande gekommen wäre. Als Paul später am Tag sieht, wie Shirleys Sarg ins Flugzeug geladen wird, meint er zu der ihn begleitenden Ärztin, Dr. Petrowna, es gebe Augenblicke, da glaube er immer noch, dass Shirley noch am Leben sei.

## Produktion

### Produktionsnotizen, Hintergrund
Bis zur bitteren Neige, eine Gemeinschaftsproduktion von Roxy Film und der GGB-Gesellschaft für Geschäftsführung und Beteiligung mbH & Co. 1. Filmproduktions-KG (München) in Zusammenarbeit mit der Wien-Film GmbH (Wien) unter der Gesamtleitung von Luggi Waldleitner. Gedreht wurde Mitte 1975 unter anderem in Wien (Schloss Schönbrunn, Schloss Belvedere). Simmels Vorlage wurde deutlich entschlackt und für den Film um zahlreiche Passagen gekürzt. Ernst Wurzer entwarf die Filmbauten, Ina Stein die Kostüme. Regisseur Oswald, dessen dritter Film in Deutschland dies war, beendete mit dieser Produktion seine Kinofilmkarriere. In einem Interview erzählte Oswald, dass er ein großer Verehrer von Johannes Mario Simmel sei und ihm von allen seinen Romanen Bis zur bitteren Neige am besten gefallen habe. Zu den internationalen Chancen des Films befragt, antwortete er: „Ich glaube an eine große internationale Resonanz dieses Films, denn die Story ist international und die Schauspieler haben internationalen Rang.“
Kameramann Charly Steinberger und die damals 20-jährige Susanne Uhlen, die im selben Jahr auch noch gemeinsam Das Netz drehen sollten, heirateten wenig später.

### Veröffentlichung
Der Erstverleih erfolgte über die Constantin Film GmbH (München). Der am 22. Oktober 1975 unter der Prüfnummer 47756 einer FSK-Prüfung unterzogene Film wurde ab 16 Jahren freigegeben mit dem Zusatz „feiertagsfrei“.  Am 23. Oktober 1975 wurde der Film in der Bundesrepublik Deutschland uraufgeführt. Die Fernseh-Erstausstrahlung fand am 24. Januar 1985 in ZDF statt. Der englische Titel lautet: To the Bitter End.
Der Film wurde am 14. März 2014 von der Alive AG innerhalb ihrer Reihe „Juwelen der Filmgeschichte“ auf DVD herausgegeben.

### Unterschied(e) zum Roman
Anders als die Romanvorlage verzichtet der Film weitgehend auf die politische Vorgeschichte des Protagonisten, der übrigens im Roman Peter Jordan heißt, während er in der Filmfassung den Vornamen Paul bekommen hat.

## Rezeption

### Kritiken
Kino.de sprach von einem „relativ einfach gestrickte[n] Alkoholiker-Drama, bei dem es sich um die letzte Kinoregie von Gerd Oswald […]“ handele und verwies darauf, dass „Hauptdarsteller Maurice Ronet bereits in Louis Malles ‚Das Irrlicht‘ (1963) auf beeindruckende Weise einen Alkoholiker verkörpert [habe], der im Leben keinen Sinn mehr“ gesehen habe.

„‚Bis zur bitteren Neige‘ von Gerd Oswald, der gegen Johannes Mario Simmel (Vorlage), Luggi Waldleitner (Produktion), Manfred Purzer (Drehbuch) und Charly Steinberger (Kamera) ebenso klar nach Punkten unterliegt wie vor ihm etliche Male Alfred Vohrer. Dabei hatte man sich von dem von amerikanischen Kritikern geschätzten Regisseur kompetenter Western (‚Duell im Sattel‘, ‚Der Rächer wartet schon‘) mehr erhofft als ein auffällig ungeschickt und schwerfällig inszeniertes Melodram, dessen Akteure allesamt so wirken, als stünden sie unter dem Einfluß starker Schlafmittel. Oswald rückt zwar geschickt immer wieder Whisky-Flaschen der Marke ‚Ballantine‘ ins Bild, wird aber leider nie seinem Ruf als solider Handwerker gerecht.“

„Kolportagegeschichte von einem dem Alkohol verfallenen Ex-Filmstar, der nach 15 Jahren Ehe mit einer Millionärin aus seinem goldenen Käfig auszubrechen versucht. Krimi- und Thrillerelemente vernebeln den Schluß und lenken das Interesse von dem Charakterdrama ab. Routineproduktion für Simmel-Fans“

### Auszeichnung
- Susanne Uhlen erhielt 1976 für ihre schauspielerische Leistung den Bambi.